# Dni naszego życia
Dni naszego życia (ang. Days of Our Lives, w skrócie DOOL lub Days) – amerykańska opera mydlana, emitowana bez przerwy od 8 listopada 1965. Choć serial nigdy nie był emitowany w Polsce, to istnieje jego polski tytuł dzięki wątkom z serialu Przyjaciele.
Bohaterami serialu są mieszkańcy fikcyjnego miasta Salem.

## Czołówka
Czołówka serialu jest bardzo klasyczna i mimo że została poddana kilku drobnym zmianom, to jednak jej zamysł pozostał taki sam. Symbolem DOOL jest klepsydra, która od początku jego istnienia aż do dziś widnieje w czołówce. Piasek wolno spada w klepsydrze, a lektor wypowiada niezmienione od ponad 40 lat słowa: Like sands through the hourglass, so are the days of our lives, co po polsku znaczy Jak piaski przez klepsydrę, takimi są dni naszego życia. Od początku istnienia serialu powstały trzy wersje czołówki. Aktualna wersja obowiązuje od 1993 roku i jest zrobiona za pomocą techniki komputerowej.

## NBC
We wrześniu 2007 serial Passions został zdjęty z anteny telewizji NBC po ośmiu latach emisji. Stacji została tylko jedna opera mydlana. Pojawiły się informacje, że NBC jako pierwsza ogólnokrajowa sieć telewizyjna zdecydowała o całkowitym zaprzestaniu emitowania oper mydlanych na swoich kanałach. Szef stacji rzekomo wyraził niechęć do kontynuowania serialu Dni naszego życia po 2009 roku. Wszystkie informacje okazały się jednak plotką, a umowa na produkcję serialu została przedłużona.

## Obsada

### W emitowanych obecnie odcinkach występują
| Aktor               | Postać                 | Status                                   |
| ------------------- | ---------------------- | ---------------------------------------- |
| Lucas Adams         | Tripp Dalton           | od 2017                                  |
| Lamon Archey        | Eli Grant              | od 2017                                  |
| Lindsay Arnold      | Allie Horton           | od 2020                                  |
| Matthew Ashford     | Jack Deveraux          | 1987–1993, 2001–2007, 2011–2012, od 2016 |
| Camila Banus        | Gabi Hernandez         | od 2010                                  |
| Brandon Barash      | Stefan DiMera          | 2019                                     |
| Brandon Barash      | Jake Lambert           | od 2020                                  |
| Nadia Bjorlin       | Chloe Lane             | 1999–2005, 2007–2011, 2013, od 2015      |
| Isabel Durant       | Claire Brady           | od 2020                                  |
| Mary Beth Evans     | Kayla Brady            | 1986–1992, od 2006                       |
| Daniel Feuerriegel  | EJ DiMera              | od 2021                                  |
| Billy Flynn         | Chad DiMera            | od 2014                                  |
| Galen Gering        | Rafe Hernandez         | od 2008                                  |
| Galen Gering        | Rafe Hernandez 2       | 2011                                     |
| Linsey Godfrey      | Sarah Horton           | od 2018                                  |
| Deidre Hall         | Marlena Evans          | 1976–1987, 1991–2009, od 2011            |
| Deidre Hall         | Samantha Evans         | 1992, 2008                               |
| Deidre Hall         | Hattie Adams           | 2004, 2016–2020                          |
| Jackée Harry        | Paulina Price          | od 2021                                  |
| Drake Hogestyn      | John Black             | 1986–2009, od 2011                       |
| Leo Howard          | Tate Black             | od 2024                                  |
| Jay Kenneth Johnson | Philip Kiriakis        | 1999–2002, 2007–2011, od 2020            |
| Abigail Klein       | Stephanie Johnson      | od 2022                                  |
| Lauren Koslow       | Kate Roberts           | od 1996                                  |
| Kyle Lowder         | Brady Black            | 2000–2005                                |
| Kyle Lowder         | Rex Brady              | od 2018                                  |
| Mike C. Manning     | Charlie Dale           | od 2020                                  |
| Eric Martsolf       | Brady Black            | od 2008                                  |
| Cady McClain        | Jennifer Horton        | od 2020                                  |
| Marci Miller        | Abigail Deveraux       | 2016–2018, od 2020                       |
| Stephen Nichols     | Steve Johnson          | 1985–1990, 2006–2009, od 2015            |
| Stephen Nichols     | Stefano DiMera         | 2019–2020                                |
| Emily O’Brien       | Gwen Rizczech          | od 2020                                  |
| Marissa Reyez       | Arianna Holton         | od 2025                                  |
| James Reynolds      | Abe Carver             | od 1981                                  |
| Suzanne Rogers      | Maggie Horton Kiriakis | od 1973                                  |
| Sal Stowers         | Lani Price             | od 2015                                  |
| Alison Sweeney      | Adrienne Johnson       | 1987                                     |
| Alison Sweeney      | Sami Brady             | 1993–2015, od 2017                       |
| Alison Sweeney      | Colleen Brady          | 2007–2008                                |
| Josh Taylor         | Chris Kositchek        | 1977–1987                                |
| Josh Taylor         | Roman Brady            | od 1997                                  |
| Paul Telfer         | Damon                  | 2015                                     |
| Paul Telfer         | Xander Kiriakis        | od 2015                                  |
| Robert Scott Wilson | Ben Weston             | od 2014                                  |
| Arianne Zucker      | Nicole Walker          | 1998–2006, od 2008                       |
| Arianne Zucker      | Helena Tasso           | 2016                                     |
| Arianne Zucker      | Kristen DiMera         | 2019                                     |

### Gościnnie występują
| Aktor                 | Rola                      |
| --------------------- | ------------------------- |
| Réal Andrews          | Hal Michaels              |
| John Aniston          | Victor Kiriakis           |
| Julian Barnes         | Harold                    |
| Jaime Lyn Bauer       | Laura Horton              |
| Kurt Caceres          | Guillermo                 |
| Patrika Darbo         | Nancy Wesley              |
| Bryan Dattilo         | Lucas Horton              |
| Judi Evans            | Adrienne Johnson Kiriakis |
| Siena Goines          | Simone                    |
| Bill Hayes            | Doug Williams             |
| Susan Seaforth Hayes  | Julie Williams            |
| Alla Korot            | Janet Bernard             |
| Wally Kurth           | Justin Kiriakis           |
| Mark Laursen          | Petrov                    |
| Ron Leath             | Henderson                 |
| Meredith Scott Lynn   | Anne Milbauer             |
| Martha Madison        | Belle Brady               |
| A Martinez            | Eduardo Hernandez         |
| Spencer Neville       | Derrick                   |
| Aaron D. Spears       | Pułkownik Raines          |
| Harper & Sydnee Udell | Arianna Horton            |
| Connor Weil           | Mark McNair               |
| Craig Welzbacher      | Myron                     |
| Aloma Wright          | Maxine Landis             |

## Nawiązania
W serialu Przyjaciele wielokrotnie wspominany jest fakt, że Joey Tribbiani gra w serialu Dni naszego życia rolę doktora Drake’a Ramoreya. W Przyjaciołach pojawiła się także Alison Sweeney, rzeczywiście grająca w Dniach naszego życia.